# Айхенштайн Іцхак-Айзик
Айхенштайн Іцхак-Айзик (? — 1943) — єврейський релігійний діяч у Галичині, вчений. Походив з бурштинської династії хасидських цадиків. Останній цадик хасидської громади Підгайців (1908—1943). Загинув під час Голокосту в підгаєцькому гетто, похований у спільній могилі біля села Загайці. 
Автор творів «Імрей тов» («Добрі слова»), «Імрей браха» («Слова благословення»), «Імрей рацон» («Слова благовеління»).